# Frullania wairua
Frullania wairua là một loài Rêu trong họ Jubulaceae. Loài này được von Konrat & Braggins mô tả khoa học đầu tiên năm 2006.